# 查颖冬
查颖冬，中华人民共和国政治人物、全国脱贫攻坚先进个人。

## 生平
查颖冬任铜仁市委常委、副市长（挂职），苏州市政府党组成员。因在脱贫攻坚战中作出突出贡献，2021年2月25日全国脱贫攻坚总结表彰大会上，查颖冬被授予“全国脱贫攻坚先进个人”。